# Campeonato Paraibano de Futebol de 1975
O Campeonato Paraibano de Futebol de 1975 foi a 65ª edição (reconhecida) deste campeonato. Sua organização e direção ficou por conta da Federação Paraibana de Futebol (FPF). Contou com a participação de 11 times. Edilson, do Atlético de Sousa, foi o artilheiro da competição, com 13 gols.
Este campeonato foi marcado por um impasse quanto ao campeão, já que a Federação Paraibana de Futebol, organizadora do evento, considera campeões paraibanos o Botafogo-PB (campeão do 1º turno) e Treze (campeão do 2º turno). Isto se deve ao fato de o Campinense ter acionado a justiça, paralisando o campeonato antes do seu fim. Alegava o Campinense, que em um jogo contra a equipe do Nacional de Patos, este escalou um jogador irregular em jogo válido pelo 2º Turno do Campeonato Paraibano, jogo esse vencido pelo Nacional de Patos pelo placar de 3 a 1. O Campinense ganhou a causa na justiça (ganhou os pontos da partida contra o Nacional) e se autoproclamou campeão no lugar do Treze. Mas a Federação Paraibana de Futebol jamais reconheceu a legitimidade da decisão judicial e até hoje, em seu site oficial, coloca o Treze como um dos campeões estaduais de 1975.
Em 2012, uma decisão do Superior Tribunal de Justiça Desportiva (STJD) deu ganho de causa ao Campinense, e o clube declarou que iria encaminhar o documento para a Federação Paraibana de Futebol para que a entidade homologasse o título paraibano de 1975. Porém, até hoje o clube não conseguiu o reconhecimento do título pela FPF.

## Participantes
O campeonato estadual de 1975 contou com 11 participantes, foram eles:
| Clube                    | Cidade         | Nota                                                     |
| ------------------------ | -------------- | -------------------------------------------------------- |
| América Futebol Clube    | Esperança      |                                                          |
| Atlético Clube           | Sousa          |                                                          |
| Auto Esporte             | João Pessoa    |                                                          |
| Botafogo                 | João Pessoa    | Campeão do 1º turno e paraibano dividido, segundo a FPF. |
| Campinense               | Campina Grande |                                                          |
| Guarabira                | Guarabira      |                                                          |
| Nacional de Patos        | Patos          |                                                          |
| Nacional de Cabedelo     | Cabedelo       |                                                          |
| Santa Cruz de Santa Rita | Santa Rita     |                                                          |
| Santos-PB                | João Pessoa    |                                                          |
| Treze                    | Campina Grande | Campeão do 2º turno e paraibano dividido, segundo a FPF. |